# سرائی عالم‌گیر
سرائی عالم‌گیر (به انگلیسی: Sarai Alamgir) یک منطقهٔ مسکونی در پاکستان است که در ناحیه گجرات واقع شده‌است. سرائی عالم‌گیر ۳۵۰٬۲۸۸ نفر جمعیت دارد.